# 庫茲馬海穹

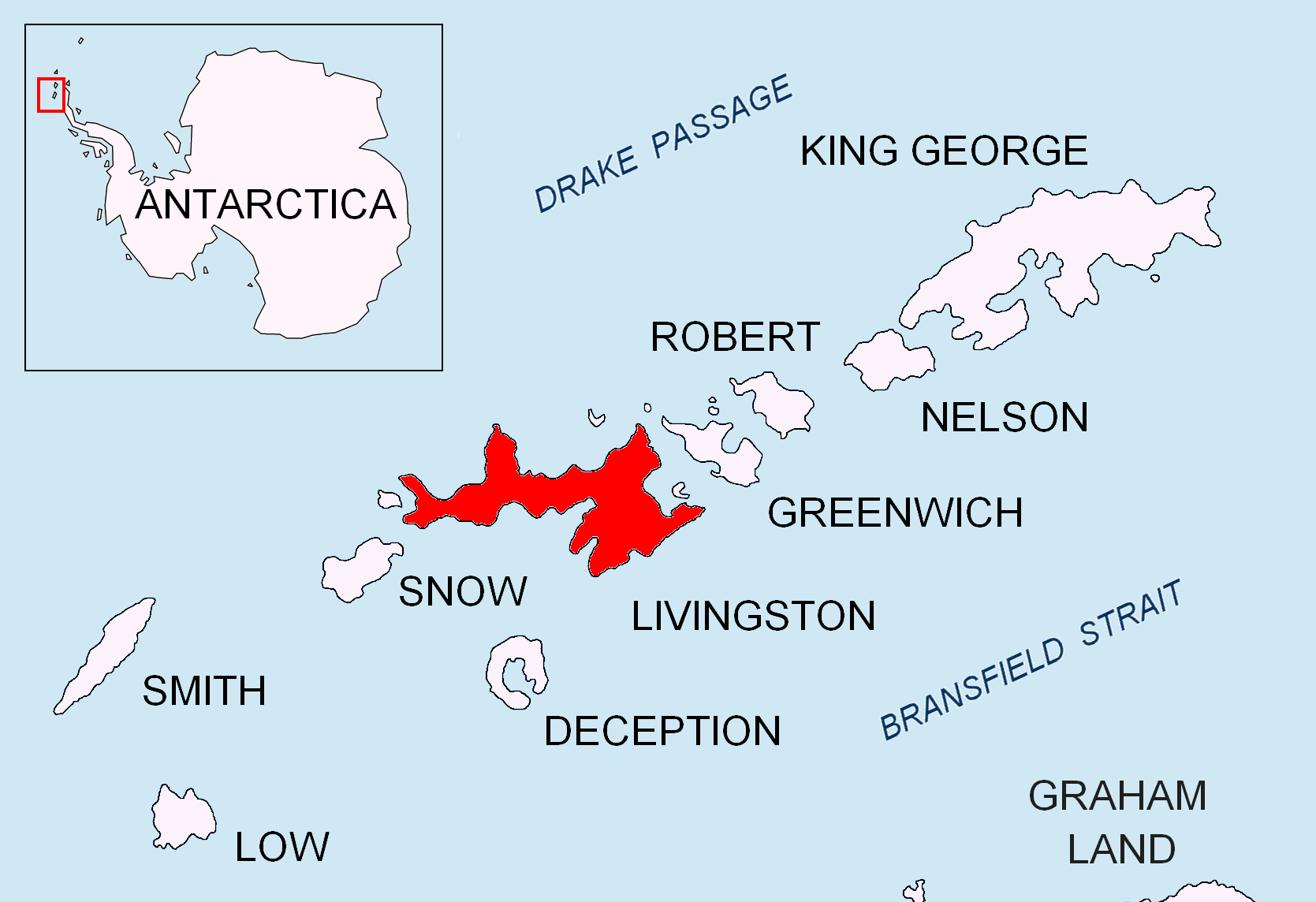

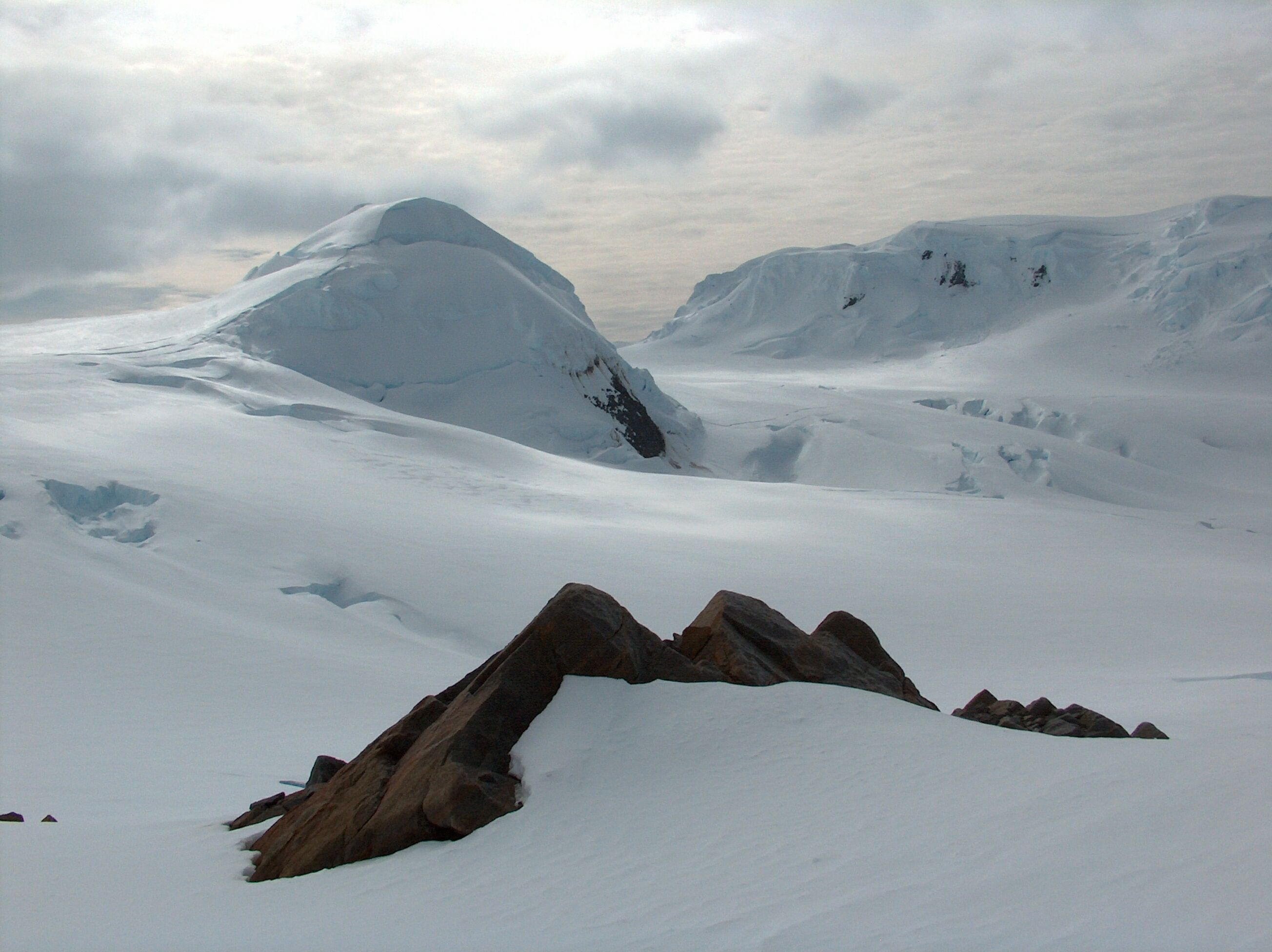

庫茲馬海穹（英語：Kuzman Knoll）是南極洲的海穹，位於南設得蘭群島中利文斯頓島東部，海拔高度620米，保加利亞人在1994年首次登頂，該海灣現時由南極條約體系管理。

## 外部連結
- Composite Antarctic Gazetteer（页面存档备份，存于）.

62°38′09.8″S 60°09′42.4″W / 62.636056°S 60.161778°W